# Wangen an der Aare
Wangen an der Aare är en ort och kommun i distriktet Oberaargau i kantonen Bern, Schweiz. Kommunen har 2 384 invånare (2021).
Wangen är en småstad med historisk stadskärna som ligger vid floden Aare mellan de större städerna Olten och Solothurn. Stadens äldsta kvarvarande bro är byggd av trä med tak.
Samhället uppkom främst som skydd för bron och som tullstation för vattenvägen. I Wangen finns ett slott som tillhörde ett mindre furstehus och byggnaden rymmer idag delvis stadens förvaltning. När fartygstrafiken på Aare lades ner hade staden större ekonomiska problem.
I Wangen är delar av Schweiz försvarsmakt stationerade. Här finns bland annat ett utbildningscentrum för katastrofhjälp. En annan viktig bransch i staden är textilindustrin. En undersökning från 2000 visade att 60 procent av stadens arbetande befolkning pendlar till andra kommuner.